# 松本梨香
松本 梨香（まつもと りか、1968年〈昭和43年〉11月30日 - ）は、日本の声優、女優、歌手、タレント。神奈川県横浜市出身。代々木アニメーション学院声優タレント科特別講師。

## 略歴
小さいころから、下町の雰囲気の中で育った。兄が養護学校に通っており、「あんちゃんを守るために自分が盾になる！正義は勝つ！」という思いで、勝ち気な女子だったという。父は大衆演劇の座長で、劇団員など多数の人物が出入りする大家族のような環境で育つ。父の「芸は身を助ける」という教えで、幼少期からピアノ、日本舞踊、三味線など習い事をしていたこともあり、芸事が身近にあったという。父の舞台も何度も観に行き、舞台を観に来てくれた人物が帰り際に「楽しかったね。また来ようね」と言ってくれたという。「お芝居ってなんて素晴らしいんだろう、自分もそんなふうに誰かを喜ばせる、幸せにすることができたらどんなにステキだろう。私も舞台役者になりたい」と自然に考えるようになったという。10代のころ、日本舞踊の発表会の前日、「お客様の前に立つのがいちばん勉強になるから」と初舞台を踏む。しかし兄の死や自分自身の病気によって舞台公演中にやむなく降板。実際に命に関わる大病だったことから、再発が懸念されるとの理由で、舞台に立つことを禁じられる。
その中で、舞台で共演した名古屋章の勧めでアニメ『新・おそ松くん』のオーディションを受け、声優デビューを果たす。その後、『絶対無敵ライジンオー』で初の主役を演じ、『ポケットモンスター』シリーズ主役のサトシ役を26年間に渡り担当し、世界的に知られるようになる。洋画の吹き替えでは、サンドラ・ブロックやドリュー・バリモア、パトリシア・アークエットを多く担当。
歌手としてもJAM Projectに参加、ソロでは女性として初めてウルトラシリーズ『ウルトラマンネオス』、仮面ライダーシリーズ『仮面ライダー龍騎』、スーパー戦隊シリーズ『爆上戦隊ブンブンジャー』のオープニングやエンディングを担当したり、オリジナル曲を発売したりするなど、積極的に活動している。「めざせポケモンマスター」の収録されたシングルは、185万枚のセールスを記録した。Lapis Lazuliのメンバーと結成したバンド「TRiCYCLE」のヴォーカルも務める。
『新・オズの魔法使い』をはじめとするミュージカルや2.5次元舞台、小劇場などの舞台にも出演している。
俳協演劇研究所14期生、東京俳優生活協同組合を経て、2015年1月5日、自身のTwitterで20年間所属したサンミュージックプロダクションを離れてフリーとなったことを報告し、アミュレート公式サイトにて業務委託が発表された 後、4月1日付けで正所属となった。
2016年12月1日、アミュレートを11月30日付で退所し、独立したことを自身のTwitterにて発表。
2018年5月16日、アーティストマネジメントなどを行う「株式会社Matsurica」を設立し、同社の社長になる。
2019年3月1日、平成アニソン大賞において『めざせポケモンマスター』が作品賞（1989年 - 1999年）に選出された。
同年10月21日、日本政府から日本文化の海外への発信を担う「クールジャパン・アンバサダー」に任命される。
同年10月ごろより、「株式会社Matsurica」の社長を務めつつ、芸能事務所のMILLENNIUM PROにタレント、アーティスト、声優として所属していたが、のちに退所。
現在は、株式会社サンミュージックプロダクションと業務提携をしている。
2023年、第17回声優アワードキッズ・ファミリー賞を受賞。

## 人物・エピソード
演じる役は、少年役から大人の女性役まで幅が広い。デビューから『絶対無敵ライジンオー』の日向仁役、『伝説の勇者ダ・ガーン』の高杉星史役のころまでは、少年役が多かったが、1994年からは『ダーティペア FLASH』のケイ役など、女性役が増え始めたという。
趣味は旅行（温泉めぐり）。特技は日本舞踊、絵を描くこと、やり投。得意なスポーツは、バレーボール、ハンドボール、水泳、スキー（2級）。昔はスポーツ少女で、中学、高校を通じて、ハンドボール、バレーボール、陸上競技に熱中していた。槍投げ、800メートル走では県記録保持者になったほどである。愛車はBMW・318Ci 1995ccからメルセデス・ベンツ・Cクラス カブリオレに乗り換えている｡
同じ神奈川県出身である白鳥由里は松本とは「おやびんこびん」の間柄であり、先輩としても尊敬している。
スタジオの本番でも笑わせにくるなど、井上喜久子や國府田マリ子からは「面白い人」と評されている。その面白さが出たエピソードとして、國府田は2016年に夜中に電話をしてきた松本に誘われて急遽影ナレを務めた際の台本に「トイレに行っトイレ」といったふざけた台詞が書かれていたことを明かしており、「それくらい面白い人です。先輩なのに、何か垣根がない方ですよね」と松本の人柄を語っている。
井上瑤の没後、井上の一部の役を引き継いだ（『遊☆戯☆王デュエルモンスターズ』の獏良了役、「ガンダムシリーズ」のハロ役他）。
2018年12月22日から、『声優ってなんだっけ』という対談を始めた（初回ゲストは三ツ矢雄二）。声優志望者に、演技や表現力の大切さを伝えることを目指している。
横浜DeNAベイスターズファンであり、2024年11月の26年ぶり日本一達成の際には同球団に対して祝福のコメントを寄せている。
山寺宏一にドナルドダックの声の演技を教えたことがある。
松本が主役を務めた『伝説の勇者ダ・ガーン』のアフレコ現場では、スタジオのブースに3つあったマイクのうち左端は松本専用に音量を絞ってあったという。また、声を出す際は身体全体で喋るタイプであり、よく動いていたと語っている。
座右の銘は「大きな心だとたくさんの愛がしまえる」。
エッセイ『ラブ&ピース』（宝島社）や絵本『ゆめらっちょ』を出版しているほか、舞台演出や音響監督を担当するなど、マルチな才能を発揮している。

### 『ポケットモンスター』関連
印象に残っているエピソードは無印編は「バイバイバタフリー」、DP編では「決着ライバルバトル! サトシ対シンジ!!」を挙げている。
オーディションで元々は、サトシのライバルであるシゲル役で参加していたが、オーディション終了後にサトシ役も受けるように勧められ、結果的にサトシ役での起用に至ったと『ポケモン・ザ・ムービーXY'14 特別号』のインタビュー記事などで語っている。
『劇場版ポケットモンスター アドバンスジェネレーション ポケモンレンジャーと蒼海の王子 マナフィ』の公開に合わせて配信された『ピカチュウ・ザ・ポッドキャスト しょこたん&キョーヤのポケモンアワー』で、長年サトシの声を演じてきたことによってのど仏ができたと語った。

## 出演
太字はメインキャラクター。

### テレビアニメ
1987年
- ミスター味っ子（男の子）

1988年
- おそ松くん（1988年 - 1989年、チョロ松、恐竜〈子供〉 他）
- それいけ!アンパンマン（1988年 - 、らくがきこぞう、ピアノマン、ベビードーナツ、シュウマイ姉〈2代目〉、めだまやきくん、てんぐ坊や〈2代目〉、ナットーマン、クルクルおコマちゃん〈初代〉）
- どんどんドメルとロン（ブラッキー）

1989年
- おぼっちゃまくん（1989年 - 1992年、貧保耐三 他）
- 機動警察パトレイバー（係員）
- らんま1/2
- レスラー軍団〈銀河編〉 聖戦士ロビンJr.（1989年 - 1990年、烈D・ゴッド）

1990年
- 昆虫物語 みなしごハッチ（源五郎、キリオ）
- 獣神ライガー（ヒロシ）
- ピグマリオ（レオン）
- 平成天才バカボン（にせ息子、二丁目のOL、ウナギイヌの母、バカボンの友達、ボーイ、健太くん、花嫁のゆきえ、病人の奥さん、奥さんのタマ江、お見合いノリ子さん、ぐうたら奥さん、カメの介、従業員 他）
- 魔法のエンジェルスイートミント（アル、グレアム）

1991年
- おれは直角（ニコチン）
- シティーハンター'91（ソニア）
- ジャンケンマン（サッカーくん）
- 絶対無敵ライジンオー（1991年 - 1992年、日向仁、島田愛子〈2代目〉、シッポ）
- 魔法使いサリー（1989年版）（バロン）
- 魔法のプリンセス ミンキーモモ（子供B）
- 丸出だめ夫（凄井金持、恐竜の子供、王子、町娘B）
- 燃えろ!トップストライカー（1991年 - 1992年、ジュリアン・レイ）

1992年
- 宇宙の騎士テッカマンブレード（リック）
- カリメロ（パンクラッチョ）
- 元気爆発ガンバルガー（日向仁）
- 伝説の勇者ダ・ガーン（1992年 - 1993年、高杉星史）
- フランダースの犬 ぼくのパトラッシュ（ヤン）
- 見ると強くなる 痛快!横綱アニメ ああ播磨灘（ヒロシ）

1993年
- おやゆび姫物語
- 機動戦士Vガンダム（1993年 - 1994年、ウォレン・トレイス、ハロ、レンダ・デ・パロマ）
- クッキングパパ（三男・四男）
- 平成イヌ物語バウ（1993年 - 1994年、ジュリー、かずき、ゆみ 他）
- ムカムカパラダイス（1993年 - 1994年、葉月）

1994年
- とんでぶーりん（1994年 - 1995年、黒羽競子、ぶたセッション、ぶたセッションG）
- 幽☆遊☆白書（シーマン / 御手洗清志、天沼）

1995年
- あずきちゃん（1995年 - 1998年、ジダマ、ヨーコママ）
- 愛天使伝説ウェディングピーチ（女子大生）
- NINKU -忍空-（1995年 - 1996年、風助）
- ママはぽよぽよザウルスがお好き（1995年 - 1996年、保与田未来）

1996年
- 快傑ゾロ（1996年 - 1997年、ベルナルド）
- ガンバリスト!駿（1996年 - 1997年、相楽まり子）
- 逮捕しちゃうぞ（1996年 - 2008年、葵双葉） - 3シリーズ
- 魔法少女プリティサミー（ちひろ）

1997年
- ポケットモンスター（1997年 - 2002年、サトシ、サカキのペルシアン） - 1シリーズ + 特別編

1998年
- 金田一少年の事件簿（不破鳴美 / 北見蓮子）
- さくらももこ劇場 コジコジ（1998年 - 1999年、長生きばあさん、たい子、ハテナ君）
- 星方武侠アウトロースター（ジム・ホーキング）
- 超特急ヒカリアン（ヒカリアン星王女）
- どっきりドクター（朝丘友子）
- トライガン（カイト）
- Bビーダマン爆外伝（シュリンゲ）
- MASTERキートン（イリア）
- 夢で逢えたら（磯辺波子）
- ヨシモトムチッ子物語（ハナカマキリモモコ）
- LET'S ぬぷぬぷっ（北村クミ先生、寿司トリ）

1999年
- 今、そこにいる僕（シス）
- 週刊ストーリーランド（1999年 - 2001年、慎吾、和恵、三笠礼子）
- 神風怪盗ジャンヌ（古戸伊豆山）
- 仙界伝 封神演義（雷震子）
- Bビーダマン爆外伝V（ウィッチー）

2000年
- ヴァンドレッド（ファニータ）
- だぁ!だぁ!だぁ!（うさぎ）
- 陽だまりの樹（お紺）
- 名探偵コナン（2000年 - 2011年、碓氷律子、九条玲子、片岡純）
- ルパン三世 1$マネーウォーズ（サンディ）
- レレレの天才バカボン（桃太郎、ノンちゃん）
- 六門天外モンコレナイト（炎に映える天使）

2001年
- キャプテン翼（2001年 - 2002年、日向小次郎）
- スターオーシャンEX（オペラ・ヴェクトル）
- 遊☆戯☆王デュエルモンスターズ（獏良了〈2代目〉、盗賊王バクラ）

2002年
- ガンフロンティア（シヌノラ）
- ドラゴンドライブ（ムカイ）
- 花田少年史（ジロ、洋平、マダム・カトリーヌ、さつきバアさん、徳子の友達）
- ふぉうちゅんドッグす（ポッチ）
- ポケットモンスター アドバンスジェネレーション（2002年 - 2006年、サトシ、ペルシアン）
- ポケットモンスター サイドストーリー（サトシ、ペルシアン）
- ボンバーマンジェッターズ（2002年 - 2003年、ミスティ）

2003年
- アストロボーイ・鉄腕アトム（リノ）
- 獣兵衛忍風帖 龍宝玉篇（猫目）
- 出撃!マシンロボレスキュー（チャーミー佐藤）

2004年
- ごくせん（藤山静香）
- 超重神グラヴィオンZwei（バーネット博士）
- テニスの王子様（ハンナ）

2005年
- 奥さまは魔法少女（フレイア・エマ）
- NARUTO -ナルト-（スズメバチ）
- Paradise Kiss（小泉くん）
- ブラック・ジャック（ジュン、サトル）

2006年
- ポケットモンスター ダイヤモンド&パール（2006年 - 2010年、サトシ、ペルシアン）
- まじめにふまじめ かいけつゾロリ（三枝田みらい）

2007年
- ケロロ軍曹（ヤマト）
- 戦争童話集シリーズ ふたつの胡桃（将吉）
- 魔人探偵脳噛ネウロ（賀久安由美〈ヒステリア〉）
- メイプルストーリー（プードゥー）

2008年
- あたしンち（モン太）

2009年
- チーズスイートホーム あたらしいおうち（トラ）
- ネリーとセザール（セザール）

2010年
- スーパーロボット大戦OG -ジ・インスペクター-（リルカーラ・ボーグナイン）
- スティッチ! 〜いたずらエイリアンの大冒険〜（2010年 - 2012年、ズル子〈流石鶴子〉） - 3シリーズ
- ポケットモンスター ベストウイッシュ（2010年 - 2013年、サトシ、ペルシアン） - 2シリーズ + 特別編

2012年
- 人類は衰退しました（ドク）

2013年
- ポケットモンスター XY（2013年 - 2016年、サトシ） - 2シリーズ

2014年
- わしも WASIMO（わしも）

2015年
- 金夜 安部礼司 〜平均的サラリーマンの異常な日常〜（田中幸子、田中一郎、田中三郎 他）
- パンパカパンツ おNEW!（シルキー）

2016年
- ポケットモンスター サン&ムーン（2016年 - 2019年、サトシ）

2018年
- されど罪人は竜と踊る（ジャベイラ）
- 走り続けてよかったって。（講師2）

2019年
- ポケットモンスター（2019年 - 2023年、サトシ） - 2シリーズ + 特別編
- けだまのゴンじろー（世田けい子）

2020年
- ぽっこりーず（おやかん様、ナレーション、タコさんたち、タコさん盛り）

2021年
- セブンナイツ レボリューション -英雄の継承者-（ジェイブ）
- ワッチャプリマジ!（2021年 - 2022年、フェスリダ、マツリダ）

### 劇場アニメ
1980年代
- 県立海空高校野球部員山下たろーくん（1988年、セイコ）
- おそ松くん スイカの星からこんにちはザンス!（1989年、チョロ松）

1990年代
- 老人Z（1991年、佐藤知枝）
- 幽☆遊☆白書（1993年、コアシュラ）
- それいけ!アンパンマン リリカル☆マジカルまほうの学校（1994年、リリカ）
- 平成イヌ物語バウ（1994年、子マンモス）
- あずきちゃん（1995年、ジダマ）
- NINKU -忍空-（1995年、風助）
- X -エックス-（1996年、那吒）
- はむこ参る!（1996年、宗征次）
- 劇場版ポケットモンスター（1998年 - 2020年、サトシ） - 23作品+短編4作品
- パーフェクトブルー（1998年、ルミ）
- 逮捕しちゃうぞ the MOVIE（1999年、葵双葉）

2000年代
- メトロポリス（2001年、婦人客） - 友情出演
- ピアノの森（2007年、金平大学）
- よなよなペンギン（2009年、デビル・リーダー）

2010年代
- 十五少年漂流記〜海賊島DE!大冒険〜（2013年、ドリアン）
- 鷹の爪8 〜吉田くんのX（バッテン）ファイル〜（2016年、ナスカリー）
- 遊☆戯☆王 THE DARK SIDE OF DIMENSIONS（2016年、獏良了）
- DCスーパーヒーローズ vs 鷹の爪団（2017年、ワンダーウーマン）
- モンスターストライク THE MOVIE ソラノカナタ（2018年、ラゴラ）

2020年代
- リクはよわくない（2021年、ぼく）
- 小さなジャムとゴブリンのオップ（2024年）

### OVA
1990年
- おそ松くん イヤミはひとり風の中（チョロ松）
- YJ版レモンエンジェル（理絵）

1991年
- 入院ボッキ物語 おだいじに!（松田さやか）

1992年
- 絶対無敵ライジンオー 初恋大作戦!（日向仁）
- 絶対無敵ライジンオー 陽昇城カラクリ夢日記（日向仁）
- 宝島メモリアル「夕凪と呼ばれた男」（子供）

1993年
- 絶対無敵ライジンオー みんなが地球防衛組（日向仁）
- ブラック・ジャック（中島ユキ）
- モルダイバー（大宇宙望夢）

1994年
- GATCHAMAN（G‐4・甚平）
- 気分は形而上 実在OL講座（ともみ）
- 新・キューティーハニー（早見直慶）
- ダーティペア FLASH（1994年 - 1996年、ケイ） - 3シリーズ
- 爆炎CAMPUSガードレス（神野八純）
- ファイナルファンタジー（プリッツ）
- 幽幻怪社（如月妖華）

1995年
- 赤ずきんチャチャ（1995年 - 1996年、ポピィくん）
- お天気お姉さん（仲代桂子）
- 秘境探検ファム&イーリー（ラーシャ）
- 不思議の国の美幸ちゃん（すみれ）
- プリンセス・ミネルバ（ケスレー・ウルガ）

1996年
- シャーマニックプリンセス（ジャポロ）
- ツインシグナル〜ファミリーゲーム〜（音井信彦）
- 特務戦隊シャインズマン（松本陽太）
- FAKE（ビッキー）
- ぼくのマリー（剣王ひびき）

1997年
- 工業哀歌バレーボーイズ（リョウ子）

1998年
- 火聖旅団 ダナサイト999.9（森木先生）
- HUNTER×HUNTER（ゴン＝フリークス）
- ピカチュウのふゆやすみ（サトシ）
- 夢で逢えたら（磯辺波子）

1999年
- 太陽の船 ソルビアンカ（エイプリル）
- ピカチュウのふゆやすみ2000（サトシ）

2000年
- エクスドライバー（アキラ）

2005年
- ストラトス・フォー アドヴァンス（御厨真紀）

### Webアニメ
- 戦慄のミラージュポケモン（2006年、サトシ）
- 金夜 安部礼司 〜平均的サラリーマンの異常な日常〜（2015年、田中幸子、田中一郎、田中三郎）
- ニンジャスレイヤー フロムアニメイシヨン（2015年、ラオモト・チバ[88]）
- やさしいあくま（2018年、チュッチュ[89]）
- ポケットモンスター 神とよばれし アルセウス（2022年、サトシ）

### ゲーム
1994年
- アイドル雀士スーチーパイII（一文字つかさ）
- LUNAR2 エターナルブルー（ナル）

1995年
- アイドル雀士スーチーパイSpecial（橘麗華）
- アイドル雀士スーチーパイLimited（橘麗華）
- アイドル雀士スーチーパイRemix（橘麗華）
- レッスルエンジェルス ダブルインパクト（ボンバー来島 / 来島恵理）

1996年
- アイドル雀士スーチーパイII Limited（一文字つかさ）
- 新スーパーロボット大戦（レンダ・デ・バロマ）
- BSドラゴンクエスト

1997年
- 真説サムライスピリッツ 武士道烈伝（美州姫、羅将神ミヅキ）
- ドキドキプリティリーグ（滝沢馨）
- パロウォーズ（ミカエル）
- My Dream 〜On Airが待てなくて〜（久堂はるか）

1998年
- 速攻生徒会（真田梨香）
- 超鋼戦紀キカイオー（ユメノ大地、アムリッタ）
- 超魔神英雄伝ワタル ANOTHER STEP（ワルリリス）
- ツインズストーリー きみにつたえたくて…（柿沼沙姫）
- 新世代ロボット戦記ブレイブサーガ（高杉星史）
- ブレイヴフェンサー 武蔵伝（ムサシ）

1999年
- SDガンダム GGENERATION（1999年 - 2016年、ハロ〈1st〉、ハロ〈V〉、ウォレン・トレイス、レンダ・デ・パロマ、京田四郎） - 12作品
- フレンズ 〜青春の輝き〜（緒方静香）
- マリア2 受胎告知の謎（国友真里亜）

2000年
- ガイアマスター（孫悟空）
- スーパーロボット大戦α（ハロ、レンダ・デ・パロマ、リルカーラ・ボーグナイン）
- ブレイブサーガ2（高杉星史）

2001年
- スーパーロボット大戦α外伝（ハロ）
- スーパーロボット大戦α for Dreamcast（ハロ、レンダ・デ・パロマ、リルカーラ・ボーグナイン）
- 逮捕しちゃうぞ（葵双葉）

2003年
- ゲゲゲの鬼太郎 異聞妖怪奇譚（鬼太郎）
- ゲゲゲの鬼太郎 危機一髪!妖怪列島（鬼太郎）
- ゲゲゲの鬼太郎 逆襲!妖魔大血戦（鬼太郎）
- SUNRISE WORLD WAR Fromサンライズ英雄譚（仁）

2004年
- スーパーロボット大戦GC（日向仁、島田愛子）

2005年
- キングダム ハーツII（メガラ）
- 新世紀勇者大戦

2006年
- スーパーロボット大戦XO（日向仁、島田愛子）

2007年
- アイドル雀士スーチーパイIII Remix（一文字つかさ）
- Another Century's Episode 3 THE FINAL（京田四郎）
- スーパーロボット大戦OG ORIGINAL GENERATIONS（リルカーラ・ボーグナイン）
- スーパーロボット大戦OG外伝（リルカーラ・ボーグナイン）

2008年
- 機動戦士ガンダム ガンダムVS.ガンダム（ハロ）
- 遊☆戯☆王5D's デュエルターミナル（闇バクラ）

2009年
- 機動戦士ガンダム ガンダムVS.ガンダムNEXT（ハロ）
- スーパーロボット大戦NEO（日向仁、島田愛子）

2012年
- 第2次スーパーロボット大戦OG（リルカーラ・ボーグナイン）

2013年
- スーパーロボット大戦Operation Extend（日向仁、島田愛子）
- マリオカート アーケードグランプリDX（実況アナウンサー）

2015年
- ヴァリアントナイツ（ダリア＝フルール）
- 機動戦士ガンダム エクストリームバーサス（2015年 - 2016年、京田四郎） - 3作品
- スーパーロボット大戦BX（日向仁、島田愛子）
- セブンナイツ（守護神 ジェイブ）
- ポケモントレッタ（サトシ）

2016年
- A lot of Stories（イゾウ）
- スーパーロボット大戦OG ムーン・デュエラーズ（リルカーラ・ボーグナイン）
- 遊☆戯☆王デュエルモンスターズ 最強カードバトル!（バクラ）

2017年
- 遊戯王 デュエルリンクス（2017年 - 2022年、獏良了 / 闇バクラ）

2019年
- キングダム ハーツIII（メガラ）
- 幽☆遊☆白書 100%本気バトル（御手洗清志）

2020年
- けものフレンズ3（ジャイアントペンギン）

2021年
- スーパーロボット大戦30（ハロ、レンダ・デ・パロマ）

2022年
- ポケモンマスターズEX（サトシ）

2024年
- 黄昏に潜む梟と、明け方の昴（榊すばる）

### ドラマCD
- スーパーアクションサウンド 地球戦隊ファイブマン「アーサーを狙え!!」（アーサーG6）
- 絶対無敵ライジンオーシリーズ
  - 絶対無敵ライジンオー 歌う地球防衛組!（日向仁）
  - 絶対無敵ライジンオーIV 地球防衛組全員出動!
  - 絶対無敵ライジンオーV ドラマCDスペシャル 絶対無敵の玉手箱（トウトウココマデヤッチマッタ）（日向仁、島田愛子）
  - 絶対無敵ライジンオー ドラ1（日向仁、島田愛子）
  - 絶対爆発ライジンオー対ガンバルガー（非売品）（日向仁、ヨメコーン）
- ダーティペア FLASH（ケイ）
- 宇宙海賊宝船組!（弁天〈マユミ・ナルシマ〉）
- ポケットモンスター（サトシ）
  - 白い明日だ!ロケット団
  - ポケットモンスター おたのしみCD - 『幼稚園』2000年2月号付録
- スターオーシャンEXシリーズ（オペラ・ヴェクトル）
- 天使禁猟区 シリーズ（紫羅九音）
- HAUNTEDじゃんくしょん（朝比奈睦月）
- 魔神英雄伝ワタル3 CDシネマ2 - 6（ノーザン・タイガー）
- 魔法少女ファンシーCoCo（ミュール・モスコ）
- 銀河鉄道の夜（カムパネルラ）
- ドキドキプリティリーグ ラジオスタジアム（滝沢馨）

### ラジオドラマ
- ラジメーション 魔神英雄伝ワタル3（1991年 - 1992年、ノーザン・タイガー）
- ドキドキプリティリーグ（1996年 - 1997年、滝沢馨）

### 吹き替え

#### 担当女優
アニタ・ユン
- 君さえいれば/金枝玉葉（ウィン）
- 金玉満堂/決戦!炎の料理人（オウ・ガーウェイ）
- SHAOLIN 少林三十六房（ルー・ホンシー）
- デッドヒート（エイミー）

ヴァレリア・ゴリノ
- ホット・ショット（ラマダ）※テレビ朝日版
- ホット・ショット2（ラマダ）※テレビ朝日版
- レインマン（スザンナ）※TBS版

サンドラ・ブロック
- クラッシュ（ジーン）
- ザ・インターネット（アンジェラ・ベネット）※テレビ朝日版
- スピード（アニー・ポーター）※テレビ朝日版
- デモリションマン（レニーナー・ハックスリー）※テレビ朝日版
- デンジャラス・ビューティー（グレイシー・ハート）※テレビ放映版（実際に制作したのはフジテレビであるが、地上波初登場が日本テレビであった）
- デンジャラス・ビューティー2（グレイシー・ハート）※日本テレビ版

ジュリエット・ルイス
- ケープ・フィアー（ダニエル・ボーデン）※ソフト版
- バスケットボール・ダイアリーズ（ダイアン・ムーディ）
- ふたりは最高!ダーマ&グレッグ シーズン5 #6（セプテンバー）
- フロム・ダスク・ティル・ドーン（ケイト・フラー）※ソフト版
- 誘拐犯（ロビン）

ドリュー・バリモア
- エバー・アフター（ダニエル・ドゥ・バルバラック）
- 50回目のファースト・キス（ルーシー・ホイットモア）
- サンキュー、ボーイズ（ビバリー・ドノフリオ）
- チャーリーズ・エンジェル（ディラン・サンダース）※ソフト版
- チャーリーズ・エンジェル フルスロットル（ディラン・サンダース）※ソフト版
- 25年目のキス（ジョジー・ゲラー）
- 2番目のキス（リンジー・ミークス）
- バッド・ガールズ（リリー）※テレビ朝日版

パトリシア・アークエット
- 穴/HOLES（キッシン・ケイト・バーロウ）
- アメリカの災難（ナンシー）
- 救命士（メアリー・バーク）
- CSI:サイバー（エイヴリー・ライアン）
- トゥルー・ロマンス（アラバマ・ウィットマン）※ソフト版
- ナイトウォッチ（キャサリン）
- ヒューマンネイチュア（ライラ）
- ボードウォーク・エンパイア4 欲望の街（サリー・ウィート）
- ホーリー・ウェディング（ハバナ）
- ミディアム 霊能者アリソン・デュボア（アリソン・デュボア）
- リトル★ニッキー（ヴァレリー）
- 6才のボクが、大人になるまで。（オリヴィア・エヴァンス）

ミラ・ジョヴォヴィッチ
- カフス!（マヤ・カールトン）
- ジャンヌ・ダルク（ジャンヌ・ダルク）※日本テレビ版
- ダミー（ファンゴラ）
- フィフス・エレメント（リールー）※DVD・VHS・BD・テレビ朝日版
- ラストゲーム（ダコタ・バーンズ）

リース・ウィザースプーン
- カラー・オブ・ハート（ジェニファー）
- キューティ・ブロンド（エル・ウッズ）※ソフト版
- キューティ・ブロンド/ハッピーMAX（エル・ウッズ）
- Black & White/ブラック & ホワイト（ローレン・スコット）
- メラニーは行く!（メラニー・スムーター）
- リトル★ニッキー（天使）

レネー・ゼルウィガー
- かけひきは、恋のはじまり（レクシー・リトルトン）
- しあわせ色のルビー（ソニア・ホロウィッツ）
- シカゴ（ロキシー・ハート）
- シャーク・テイル（アンジー）※予告編のみ
- シンデレラマン（メイ・ブラドック）
- ブリジット・ジョーンズの日記（ブリジット・ジョーンズ）
- ブリジット・ジョーンズの日記 きれそうなわたしの12か月（ブリジット・ジョーンズ）
- ブリジット・ジョーンズの日記 ダメな私の最後のモテ期（ブリジット・ジョーンズ）
- プロポーズ（アン・アーデン）※ソフト版

#### 映画（吹き替え）
- 愛する人に伝える言葉（クリスタル・ボルタンスキー〈カトリーヌ・ドヌーヴ〉）
- 愛と呼ばれるもの（ミランダ・プレスリー〈サマンサ・マシス〉）
- 愛の7日間
- アドレナリン（イヴ〈エイミー・スマート〉）
  - アドレナリン:ハイ・ボルテージ
- アメリカン・ハート（フレディ）
- アビス（リサ・“ワンナイト”・スタンディング）※ソフト版
- 怒りの街 ニューヨーク（ダニー〈キム・キャトラル〉）
- 遺産相続は命がけ!?（モリー・リチャードソン〈オリヴィア・ダボ〉）
- インディ・ジョーンズ/魔宮の伝説（独房の少年）※旧ソフト版
- ウィロビー・チェイスのおおかみ（パターン〈ジェーン・ホロックス〉）
- ウエスト・サイド物語（アニタ〈リタ・モレノ〉）※テレビ東京版
- ウェディング・プランナー（メアリー・フィオレ〈ジェニファー・ロペス〉）※テレビ朝日版
- ウォーターワールド（ヘレン〈ジーン・トリプルホーン〉）※テレビ東京版
- ウォンカとチョコレート工場のはじまり（ミセス・スクラビット〈オリヴィア・コールマン〉[97]）
- エイリアンVSヴァネッサ・パラディ（コンチャ〈ヴァネッサ・パラディ〉）
- エクスタミネーター（売春婦）※テレビ東京版
- ガールファイト（ダイアナ・グズマン〈ミシェル・ロドリゲス〉）
- 怪人スワンプシング（オマー）
- 悲しみより、もっと悲しい物語（A-Lin〈本人〉[98]）
- カナディアン・エクスプレス（ニック）※ソフト版
- 烏（シンシア）
- カレの嘘と彼女のヒミツ（ステイシー・ホルト〈ブリタニー・マーフィ〉）
- Kissingジェシカ（ヘレン・クーパー）
- 気まぐれな狂気（アディ・モンロー〈キム・ディケンズ〉）
- キャスト・アウェイ（ベッティーナ・ピーターソン）
- キャデラック・マン（ドナ〈アナベラ・シオラ〉）※VHS版
- キンダガートン・コップ（シンディ）※ソフト版
- クライモリ（ジェシー〈エリザ・ドゥシュク〉）
- クラス・オブ・1999（ドーン）※ソフト版
- グレイハウンド（バレラ大尉）
- 刑事ニコ/法の死角（ルーシー）※テレビ朝日版
- 刑事ジョン・ブック 目撃者（ケイティ・シェイファー）※テレビ朝日版
- ゴースト・ストーリーズ 英国幽霊奇談（サイモン・リフキンド〈アレックス・ロウザー〉）
- ゴーストバスターズ2（母親〈メアリー・エレン・トレイナー〉）※ソフト版
- GODZILLA（ルーシー・パロッティ）※劇場公開版[11]
- 殺人魚フライングキラー（ロレッタ）※テレビ朝日版
- ザ・テロリスト 少女戦士マッリ（マッリ）
- ザ・フライ2 二世誕生（ベス・ローガン〈ダフネ・ズニーガ〉）※テレビ朝日版
- サンクタム（ヴィクトリア〈アリス・パーキンソン〉）
- 3人のゴースト（レイネル・クーリー〈レイナ・キング〉）
- サンタクロース ※テレビ朝日版
- シークレット・サンシャイン（イ・シネ〈チョン・ドヨン〉）
- シークレット・デイ あの日、少女たちは赤ん坊を殺した（ヘレン・マニング〈ダイアン・レイン〉）
- ジェイ&サイレント・ボブ 帝国への逆襲（シシー〈エリザ・ドゥシュク〉）※ソフト版
- 60セカンズ（スウェイ〈アンジェリーナ・ジョリー〉）※日本テレビ版
- ジム・ヘンソンのウィッチズ/大魔女をやっつけろ!（ルーク・エバシャム〈ジェイセン・フィッシャー〉）
- 13日の金曜日 PART8 ジェイソンN.Y.へ（J・J）※ソフト版
- ズーランダー（マチルダ・ジェフリーズ〈クリスティン・テイラー〉）
- ズーランダー NO.2（マチルダ・ジェフリーズ〈クリスティン・テイラー〉、デレク・ジュニア〈サイラス・アーノルド〉）
- 推定無罪（ナット・サビッチ〈ジェシー・ブラッドフォード〉）※ソフト版
- スノーホワイト/氷の王国（ミセス・ブロムウィン〈シェリダン・スミス〉[99]）
- スパイダー パニック!（サム・パーカー〈カリ・ウーラー〉）※テレビ東京版
- スマーフ2 アイドル救出大作戦!（SNSスマーフ〈マリオ・ロペス〉）
- 聖女/Mad Sister（イネ〈イ・シヨン〉）
- セレナ（セレナ・キンタニーヤ〈ジェニファー・ロペス〉）
- ダーティ・シェイム（ピーチズ・ジョーダン〈ジェイダ・ピンケット・スミス〉）
- ターミネーター（サラ・コナー〈リンダ・ハミルトン〉）※テレビ東京版
- ダンジョン&ドラゴン（マリーナ・プレテンサ）※日本テレビ版
- チェイシング・エイミー（アリッサ・ジョーンズ〈ジョーイ・ローレン・アダムス〉）
- 沈黙の戦艦（ジョーダン・テイト〈エリカ・エレニアック〉）※テレビ朝日版
- D2 マイティ・ダックス 飛べないアヒル2（グレッグ・ゴールドバーグ〈ショーン・ワイス〉）
  - D3 マイティ・ダックス 飛べないアヒル3
- テッド（ノラ・ジョーンズ）
- 天国からの復讐 悪女の構図（ジョアンナ〈ジェニファー・ジェイソン・リー〉）
- 天使にラブ・ソングを2（タニア〈タニア・ブロント〉）※日本テレビ版
- トータル・リコール（ティファニー）※ソフト版
- トム・クルーズ/栄光の彼方に（リサ〈リー・トンプソン〉）
- ドラキュラ（ミナ・マーレイ/エリザベータ〈ウィノナ・ライダー〉）※テレビ朝日版
- ドラグネット 正義一直線（飼育係）※テレビ朝日版
- トラップ・ガール 美しき獲物（ハーパー〈アナベル・デクスター・ジョーンズ〉）
- ドロップ・ゾーン（ジェシー・クロスマン〈ヤンシー・バトラー〉）※テレビ朝日版
- ニュー・ガイ ハイスクール★ウォーズ（ダニエル〈エリザ・ドゥシュク〉）
- ハード・キャンディ（コートニー・シェーン〈ローズ・マッゴーワン〉）
- ハートブレイカー（ペイジ・コナーズ〈ジェニファー・ラブ・ヒューイット〉）
- ハイヒール・エンジェル（フランシス〈メアリー・マコーマック〉）
- 8月のメモワール（エルヴァディン）
- バック・イン・ザ・USSR（レナ〈ナタリア・ネゴーダ〉）
- バックマン家の人々（ケヴィン）※VHS版
- バッド・インフルエンス/悪影響（レスリー〈キャスリーン・ウィルホイト〉）
- パニック・イン・スタジアム ※テレビ朝日版
- 花嫁のパパ（アニー・バンクス〈キンバリー・ウィリアムズ＝ペイズリー〉）
  - 花嫁のパパ2
- ハロウィン レザレクション（サラ・モイヤー〈ビアンカ・カジリッチ〉）
- ビッグ・アイズ（マーガレット・キーン〈エイミー・アダムス〉）
- 羊たちの沈黙（アーディリア・マップ〈ケイシー・レモンズ〉）※VHS版
- 陽のあたる街角（ミーガン〈ニコール・キッドマン〉）
- ビルとテッドの地獄旅行（エリザベス、幼少期のテッド）※ソフト版
- ファーザー（アン〈オリヴィア・コールマン〉[100]）
- フォース（シャーロット・ヘラー〈シンシア・ロスロック〉）
- フラットライナーズ（少女のウィニー）※ソフト版
- プリティ・ウーマン（キット・デ・ルカ〈ローラ・サン・ジャコモ〉）※ソフト版
- ブルーベルベット（サンディ・ウィリアムズ〈ローラ・ダーン〉）
- プロジェクト・イーグル（エルサ）※ソフト版
- ペイバック（パール〈ルーシー・リュー〉）※日本テレビ版
- 冒険者たち（ジャンジャン）※テレビ東京版
- ぼくの美しい人だから（レイチェル）
- マイティ・ジョー（ジル・ヤング〈シャーリーズ・セロン〉）※テレビ朝日版
- マシンガン・ジョニー（幼少期のジョニー）
- マドンナのスーザンを探して（スーザン〈マドンナ〉）
- マネー・ピット（ベニー）※TBS版
- 真夜中の記憶（アタナ）
- マリリン 7日間の恋（マリリン・モンロー〈ミシェル・ウィリアムズ〉）
- マルコムX（ローラ・ジョンソン〈テレサ・ランドル〉）
- ミシシッピー・バーニング ※テレビ朝日版
- 魅せられて（ルーシー・ハーモン〈リヴ・タイラー〉）
- 身代金（マリス・コナー〈リリ・テイラー〉）※日本テレビ版
- ミルドレッド（モニカ・ウォーレン〈マリサ・トメイ〉）
- 女神の継承（ニム〈サワニー・ウトーンマ〉[101]）
- ラプチャー 破裂（レネー〈ノオミ・ラパス〉）
- リディバイダー（アビゲイル・ヴォス〈ベレニス・マーロウ〉）
- リトル・ヴォイス（LV〈ジェーン・ホロックス〉）
- ルールズ・オブ・アトラクション（ローレン・ヒンデ〈シャニン・ソサモン〉）
- ルイスと不思議の時計（タービー・コリガン〈サニー・サルジック〉[102]）
- レインディア・ゲーム（アシュレー〈シャーリーズ・セロン〉）※テレビ朝日版
- レッドライン（ナターシャ・マーティン〈ナディア・ビョーリン〉）
- ロボコップ2（ホブ･ミルズ）※20世紀フォックス版
- ロミオ・マスト・ダイ（トリシュ・オデイ〈アリーヤ〉[103]）※ソフト版
- ワーキング・ガール ※ソフト版
- わんわん!ホーム・アローン2（カレン）

#### ドラマ
- ER VI 緊急救命室 第10話「家族の問題」（タマラ・デイビス〈ガブリエル・ユニオン〉）
- 恐竜家族（シャーリーン・シンクレア）
- 新スタートレック（オジ）
- スパイダー・エンジェル（クレオ）
- ダイノトピア（マリオン・ウォルドー）※ソフト版
- ディスカバリー・オブ・ウィッチズ（サラ〈アレックス・キングストン〉[104]）
- ビバリーヒルズ高校白書→ビバリーヒルズ青春白書→新ビバリーヒルズ青春白書→ビバリーヒルズ再会白書（ケリー〈ジェニー・ガース〉）
- マペット放送局（ポーラ・アブドゥル）
- 愉快なシーバー家 シーズン1 #6（リサ〈ダナ・プラトー〉）

#### アニメ
- アイドル忍者タートルズ（アルマ） - BS2版
- アグリードール（ロウ）
- ANISAVA（ベス[105]）
- アニマルズ!危機一髪（マックス）
- アンジェラ・アナコンダ（アンジェラ・アナコンダ）
- エル・ドラド 黄金の都（チェル）
- おやゆび姫 サンベリーナ（ミセス・ドロレス'ママ'トード）
- 怪盗グルーのミニオン超変身（ヴァレンティーナ[106]）
- 帰っておいで、スヌーピー（スヌーピー）
- ミッキーと豆の木（ハーマン） - BHVE版
- きつねと猟犬2 トッドとコッパーの大冒険（ディキシー）
- ジャック&クロックハート 鳩時計の心臓をもつ少年（マドレーヌ[107]）
- スーパー・ロボット・モンキー・チーム・ハイパーフォース GO!（チロ）
- 西遊記 孫悟空対白骨婦人（小猿2）
- ディープ（ディープ)
- チャーリーブラウンという男の子（スヌーピー）
- トロールズ ミュージック★パワー（デルタ・ドーン[108]）
- バットマン（ジョーダン・ヒル）
- ポンポン ポロロ（エディ）
- リトルフットシリーズ（セラ）
- レスキューせんエリアスと海ではたらく仲間たち（エリアス）

### ナレーション

#### テレビ番組
- クイズ 100人力（2013年 - 2015年、NHK）
- いたー!ヤバい生き物 キケン生物と大バトル（2018年、日本テレビ）

#### CM
- バンダイ 地球戦隊ファイブマン DXアースカノン（1990年）
- 絶対無敵ライジンオー関連（日向仁）
  - ライジンコマンダー&ライジンブレス（1991年）
  - 絶対無敵ライジンオー マラソンCM
  - 絶対無敵ライジンオーBD-BOX
- ブレイヴフェンサー 武蔵伝（1998年）
- スーパーロボット大戦GC（2004年）
- アリコジャパン（現：メットライフ生命保険）（2006年）
- スーパーロボット大戦BX（2015年）
- マルハン（年份不詳）
- 楽天
  - 楽天トラベル（2018年 - ）[109]
  - 楽天スーパーセール（2019年）
- 遊☆戯☆王OCGデュエルモンスターズ デュエリストパック レジェンドデュエリスト編5（2019年）
- どん兵衛（2023年 - 2024年、男の子[110]、クールな男[111]）

※はインターネット配信。
- 松本梨香のゲーマーズナイト（1995年、TBSラジオ）
- 梨香と瞳の放課後の王様（1995年、セント・ギガ）
- サタデーホットリクエスト（1996年 - 2000年、NHK-FM）
- 松本梨香 キミのハートをゲットだぜ!!（ - 2000年9月、秋田放送）
- 鶴光の噂のゴールデンアワー（ニッポン放送）月曜担当レポーター
- 松本梨香のヨコハマウィークエンド・スタイル!（2005年 - 2009年、ラジオ日本）
- Pokémon Radio Show! サトシのポケモンゲットだぜ!（2012年、InterFM※）
- 松本梨香の笑う門にはリカ来たる（2014年、超!A&G+※・AG-ON※）
- mysta presents 松本王国 -きんぐだむ- （2019年 - 、TOKYO FM）
- SUBARU Wonderful Journey 〜土曜日のエウレカ〜（2023年4月22日 、TOKYO FM）

### テレビ番組
※はインターネット配信。
- 史上最強ベストヒットアニメ紅白歌合戦'98（1998年、フジテレビ系）
- 松本梨香のおかず王/おかし王（1998年 - 2000年、食と旅のフーディーズTV）
- 快進撃TVうたえモン（1999年、フジテレビ系）
- お昼ですよ!ふれあいホール（2005年 - 2006年、NHK）準レギュラー
- HOT WAVE（2005年 - 2006年、テレビ埼玉）司会
- ありがとッ!（2011年 - 2016年、テレビ神奈川）火曜日レギュラー
- 紅白歌合戦 第66回（2015年12月31日、NHK）『アニメ紅白』パート、サトシの声
- 松本梨香 のマツリカ・ザ・ワールド（2017年 - 、FRESH!※）

### パチンコ・パチスロ
- アラジン2エボリューション（アラジン）
- CRパチクエ（アルディ）
- CRパチクエネクスト（アッシュ）
- ンゴロポポス（ムリポ）
- ファンキージャグラー

### 特撮
1980年代
- 機動刑事ジバン（1989年、レポーター、怪物コスモの声）
- 高速戦隊ターボレンジャー（1989年、スズナリボーマの声、オマモリボーマの声）

1990年代
- 地球戦隊ファイブマン（1990年 - 1991年、アーサーG6の声）
- 鳥人戦隊ジェットマン（1991年、ゴミジゲンの声）
- 恐竜戦隊ジュウレンジャー（1992年、ドーラレイガーの声）

2000年代
- 炎神戦隊ゴーオンジャー（2008年、害地目蛮機獣ボーセキバンキの声）
- 環境超人エコガインダー / 環境超人エコガインダーII（2008年 - 2010年、クイーン・デスガイア） - 2シリーズ

2010年代
- 環境超人エコガインダー0X（2012年、プリンセス・ヘルガイア） - 友情出演
- 非公認戦隊アキバレンジャー（2012年、山田雅子 / アキバイエロー）

2020年代
- 仮面ライダー ビヨンド・ジェネレーションズ（2021年、ヒミコ・クリスパーの声）
- 仮面ライダージャンヌ&仮面ライダーアギレラ withガールズリミックス（2022年、ミスタイタンの声 / 藤本光子）
- 爆上戦隊ブンブンジャー（2024年 - 2025年、ブンドリオ・ブンデラスの声、ブンブンジャー変身アイテム音声、佐藤詩捕） - 3作品

### テレビドラマ
- 七瀬ふたたび（1998年）高井戸
- スシ王子! 第6話（2007年、テレビ朝日）主人公の母親を往診する医者

### 映画
- カミナリ走ル夏－雷光疾走ル夏－（2003年）DJサンディ
- 十三夜の月（2013年）
- ルパンの奇巌城（2011年）山鹿
- Tokyo Loss（2018年）オープニング主題歌

### 舞台
- こまつ座「雨」
- 魅惑の宵（1994年）
- ケロケロちゃいむ（1998年）
- トリックすたあ
- ファンレターズ（1999年、朗読劇）
- ファミリーミュージカル 新・オズの魔法使い（2000年）西の国の悪い魔女 / ガルチ
- 横浜夢座「沢村春花一座奮闘記」（2005年）倉田耀子
- 劇団岸野組「意趣返しはおてやわらかに」（2006年）
- カラフル企画Vol.1「いいだせなくて」（2009年）篠田未来
- エンドレス・ドリームヨコハマの夜明け（2009年）小美代
- 鈴村展弘プロデュース BELL＋UP COMPANY「リセット3・2・1…」（2010年2月2日-7日、シアターグリーン BIG TREE Theater）
- カラフル企画Vol.3「めぐりあうとき」（2011年4月20日 - 27日、赤坂RED THEATER）
- そのときがきたら 〜映画監督山中貞雄の青春〜（2010年）
- ユーキース・エンタテインメントプロデュース公演Vol.5「風に呼び駆ける」（2012年5月23日 - 27日、荻窪かいホール）
- 劇団きみにほ 旗揚げ公演、第一回プロデュース作品「鉄道員 ぽっぽや」（2013年2月7日 - 10日、日本橋公会堂）
- 少年陰陽師 現代編・遠の眠りのみな目覚め（2020年2月22日 - 3月1日、築地本願寺ブディストホール）小池則子
- 銀河鉄道999 THE MUSICAL（2022年4月8日 - 4月18日、日本青年館ホール）プロメシューム
- 朗読ライブ「旅のラゴス」（2022年10月29日、Mixalive TOKYO Theater Mixa）
- しんみゅ　幕末歌劇 新選組 〜土方・藤堂の篇〜（2023年2月6日-2月1日、草月ホール）ツネ
- 劇団ユニットBlue Bee 大阪公演「ワッショイ！〜I am me〜」(2023年3月21日-3月23日、大阪 HEP HALL)
- 音楽朗読劇 THE LITTLE MATCH GIRL 〜アンデルセン童話「マッチ売りの少女」より〜（2023年11月27日・30日・12月2日、博品館劇場）[120]
- 劇団ユニットBlue Bee 成田市青少年劇場公演「ワッショイ！〜I am me〜」(2023年12月10日、成田国際文化会館)
- 方南ぐみ企画公演 朗読劇「青空」（2025年2月4日・8日、俳優座劇場）[121]
- 松竹創業130周年記念「大阪は踊る!」（2025年10月4日 - 12日〈予定〉、大阪松竹座） - 藤木玲子 役[122][123]
- キミに贈る朗読会『東京タワー 〜オカンとボクと、時々、オトン〜』（2025年5月3日・4日、TOKYO FM HALL） - オカン 役[124]

### 玩具
- バンダイ・DX大型基地マックスマグマ合体説明ビデオ
- 爆上戦隊ブンブンジャー DXブンブンチェンジャー（2024年3月2日）
- 爆上戦隊ブンブンジャー DXブンブンハンドル（2024年3月2日）
- 爆上戦隊ブンブンジャー DXブンブンチェンジアックス（2024年4月20日）
- 爆上戦隊ブンブンジャー DXチャンピオンキャリアー（2024年10月12日）
- 爆上戦隊ブンブンジャー ブンブンチェンジャー -MEMORIAL EDITION-（2025年8月）
- 爆上戦隊ブンブンジャー ブンブンチェンジアックス -MEMORIAL EDITION-（2025年10月）

### その他コンテンツ
- DAM『あにそんボーカル』「やさしさに包まれたなら」[125]
- 完全勝利ダイテイオー プロモーションディスク 完全勝利Ver.（日向仁[126]）
- 東京ディズニーランドのスペシャルイベント「ヘラクレス・ザ・ヒーロー」（メガラ）
- 佐藤製薬のwebサイトサトちゃんシテイ サトちゃんアニメ（サトちゃん、サトコ）
- 進研ゼミ小学講座のDVD（ウッシー）
- 岡山県交通安全協会 うちゅーい[127]

## 作品

### シングル
|      | 発売日         | タイトル                                  | 規格    | 規格品番   | オリコン | 初収録アルバム                                                                           |
| ---- | -------------- | ----------------------------------------- | ------- | ---------- | -------- | ---------------------------------------------------------------------------------------- |
| 1st  | 1995年4月26日  | スリルに恋して                            | 8cm CD  | VPDG-20607 | 圏外     | RICA the BEST                                                                            |
| 2nd  | 1995年5月24日  | 明日へのFree Way                          | 8cm CD  | PIDA-1502  | 圏外     | Destiny                                                                                  |
| 3rd  | 1995年6月21日  | Magical Beat!                             | 8cm CD  | CODC-668   | 圏外     | RICA the BEST                                                                            |
| 4th  | 1995年12月1日  | 心で見つめてる                            | 8cm CD  | VPDG-20634 | 圏外     | ダーティペアFLASH3 オリジナルサウンドトラック「ユリ&ケイ天使降臨」                       |
| 5th  | 1996年5月2日   | スパイシー・ライフ                        | 8cm CD  | SRDL-4185  | 圏外     | RICA the BEST                                                                            |
| 6th  | 1997年4月21日  | From me to you                            | 8cm CD  | SRDL-4256  | 圏外     | RICA the BEST                                                                            |
| 7th  | 1997年6月28日  | めざせポケモンマスター                    | 8cm CD  | TGDS-98    | 7位      | RICA the BEST                                                                            |
| 8th  | 1998年11月27日 | VIVA ヨコハマ                             | 8cm CD  | ABDS-3     | 圏外     | 未公表                                                                                   |
| 9th  | 1999年3月25日  | ライバル!                                 | 8cm CD  | ZMDP-156   | 13位     | 松本梨香が歌うポケモンソングベスト〜RICA THE POKEMON SONG BEST〜                         |
| 10th | 2000年2月2日   | OK!                                       | 8cm CD  | ZMDP-1062  | 22位     | 松本梨香が歌うポケモンソングベスト〜RICA THE POKEMON SONG BEST〜                         |
| 11th | 2000年5月31日  | ガーベラ                                  | 12cm CD | ZMCZ-1083  | 圏外     | RICA the BEST                                                                            |
| 12th | 2000年10月21日 | ウルトラマンネオス e.p. ACT-2             | 12cm CD | VPCD-82138 | 圏外     | ウルトラマンネオス オリジナルサウンドトラック                                            |
| 13th | 2002年3月20日  | Alive A life                              | 12cm CD | AVCA-14355 | 18位     | 劇場版 仮面ライダー龍騎 エピソードファイナル オリジナル・サウンドトラック+TVメインテーマ |
| 14th | 2002年6月19日  | 仮面ライダー龍騎ブックCD                  | 12cm CD | AVCA-14390 | 41位     | 劇場版 仮面ライダー龍騎 エピソードファイナル オリジナル・サウンドトラック+TVメインテーマ |
| 15th | 2006年6月28日  | スパート!/私、負けない!〜ハルカのテーマ〜 | 12cm CD | ZMCP-2852  | 53位     | 松本梨香が歌うポケモンソングベスト〜RICA THE POKEMON SONG BEST〜                         |
| 16th | 2006年7月26日  | KISEKI/Last my wish                       | 12cm CD | NECM-12131 | 圏外     | 未公表                                                                                   |
| 17th | 2008年10月22日 | まんまるころんちゃん                      | 12cm CD | BNCL-36    | 圏外     | 未公表                                                                                   |
| 18th | 2009年5月27日  | チーさな大冒険                            | 12cm CD | NECM-10131 | 圏外     | 未公表                                                                                   |
| 18th | 2010年11月24日 | ベストウイッシュ!/心のファンファーレ      | 12cm CD | ZMCP-5653  | 50位     | 松本梨香が歌うポケモンソングベスト〜RICA THE POKEMON SONG BEST〜                         |
| 19th | 2012年7月18日  | やじるしになって!/七色アーチ              | 12cm CD | ZMCP-6093  | 57位     | ポケモンTVアニメ主題歌 BEST OF BEST OF BEST 1997-2023                                    |
| 20th | 2015年11月18日 | Soup                                      | 12cm CD | LRICP-0001 | 圏外     | 未公表                                                                                   |
| 21st | 2017年8月9日   | 顔晴れワッショイ!                         | 12cm CD | TKCA-74534 | 圏外     | 未公表                                                                                   |

### オリジナルアルバム
|     | 発売日        | タイトル                             | 規格 | 規格品番  | オリコン |
| --- | ------------- | ------------------------------------ | ---- | --------- | -------- |
| 1st | 1992年2月26日 | 絶対無敵ライジンオー 歌う地球防衛組! | CD   | TYCY-5192 | 63位     |
| 2nd | 1995年7月12日 | Destiny                              | CD   | PICA-1067 | 圏外     |

### ミニアルバム
|     | 発売日         | タイトル                                  | 規格   | 規格品番                        | オリコン |
| --- | -------------- | ----------------------------------------- | ------ | ------------------------------- | -------- |
| 1st | 1993年4月28日  | CLUSTER                                   | CD     | TYCY-5301                       | 圏外     |
| 2nd | 1993年5月19日  | 華の宴                                    | CD     | TYCY-5302                       | 圏外     |
| 3rd | 2009年9月30日  | まんまる                                  | CD     | ZMCZ-5087                       | 圏外     |
| 4th | 2017年11月29日 | めざせポケモンマスター -20th Anniversary- | CD+DVD | SECL-2227〜28（初回生産限定盤） | 17位     |
| 4th | 2017年11月29日 | めざせポケモンマスター -20th Anniversary- | CD     | SECL-2229（通常盤）             | 17位     |

### ベストアルバム
|     | 発売日        | タイトル                                                         | 規格 | 規格品番       | オリコン |
| --- | ------------- | ---------------------------------------------------------------- | ---- | -------------- | -------- |
| 1st | 2001年5月23日 | RICA the BEST                                                    | 2CD  | VPCD-81374〜75 | 圏外     |
| 2nd | 2011年7月16日 | 松本梨香が歌うポケモンソングベスト〜RICA THE POKEMON SONG BEST〜 | CD   | ZMCP-7317      | 85位     |

### タイアップ曲
| 楽曲                                      | タイアップ | 時期   |
| ----------------------------------------- | --- | ------ |
| ちいさな魔女                              | 映画『それいけ!アンパンマン リリカル☆マジカルまほうの学校』挿入歌                                                                            | 1994年 |
| スパイシー・ライフ                        | テレビアニメ『ママはぽよぽよザウルスがお好き』後期エンディングテーマ                                                                         | 1996年 |
| めざせポケモンマスター                    | テレビアニメ『ポケットモンスター』初代オープニングテーマ                                                                                     | 1997年 |
| おやすみ ぼくのピカチュウ                 | テレビアニメ『ポケットモンスター』第38話挿入歌                                                                                               | 1997年 |
| ライバル!                                 | テレビアニメ『ポケットモンスター』2代目オープニングテーマ                                                                                    | 1999年 |
| タイプ：ワイルド                          | テレビアニメ『ポケットモンスター』5代目エンディングテーマ                                                                                    | 1999年 |
| OK!                                       | テレビアニメ『ポケットモンスター』3代目オープニングテーマ                                                                                    | 2000年 |
| ガーベラ                                  | テレビ東京系『TVチャンピオン』エンディングテーマ                                                                                             | 2000年 |
| IN YOUR HEART                             | 特撮ビデオ『ウルトラマンネオス』エンディングテーマ                                                                                           | 2000年 |
| Alive A life                              | 特撮ドラマ『仮面ライダー龍騎』オープニングテーマ                                                                                             | 2002年 |
| チャレンジャー!!                          | テレビアニメ『ポケットモンスター アドバンスジェネレーション』2代目オープニングテーマ                                                         | 2004年 |
| まんまるころんちゃん                      | CBC『ころんちゃん』イメージソング | 2007年 |
| ベストウイッシュ!                         | テレビアニメ『ポケットモンスター ベストウイッシュ』オープニングテーマ                                                                        | 2010年 |
| やじるしになって!                         | テレビアニメ『ポケットモンスター ベストウイッシュ シーズン2』オープニングテーマ                                                              | 2012年 |
| Soup                                      | 映画『生まれ変わりの村』主題歌 | 2015年 |
| めざせポケモンマスター -20th Anniversary- | アニメ映画『劇場版ポケットモンスター キミにきめた!』オープニングテーマ テレビアニメ『ポケットモンスター サン&ムーン』2代目オープニングテーマ | 2017年 |
| Go! Now! 〜Alive A live neo〜             | Web配信ドラマ『仮面ライダージオウ スピンオフ PART2 RIDER TIME 龍騎』主題歌                                                                   | 2019年 |
| めざせポケモンマスター -with my friends-  | テレビアニメ『ポケットモンスター めざせポケモンマスター』オープニングテーマ                                                                  | 2023年 |

### キャラクターソング
| 発売日   | 商品名                                                                                  | 歌 | 楽曲                                                            | 備考                                                                            |
| 1991年   | 1991年                                                                                  | 1991年 | 1991年                                                          | 1991年                                                                          |
| -------- | --------------------------------------------------------------------------------------- | --- | --------------------------------------------------------------- | ------------------------------------------------------------------------------- |
| 5月24日  | 地球防衛組応援歌                                                                        | 地球防衛合唱隊 | 「地球防衛組応援歌」                                            | テレビアニメ『絶対無敵ライジンオー』エンディングテーマ                          |
| 1992年   |                                                                                         | |                                                                 |                                                                                 |
| 2月26日  | 絶対無敵ライジンオー 歌う地球防衛組！                                                   | 日向仁（松本梨香） | 「僕らのヒーロー・絶対無敵ライジンオー」 「男が燃える陽昇海峡」 | テレビアニメ『絶対無敵ライジンオー』挿入歌                                      |
| 2月26日  | 絶対無敵ライジンオー 歌う地球防衛組！                                                   | ジャーク帝国、地球防衛合唱隊 | 「ライバル応援歌・邪悪帝国vs地球防衛組」                        | テレビアニメ『絶対無敵ライジンオー』挿入歌                                      |
| 7月22日  | 絶対無敵ライジンオーIV 地球防衛組全員出動！                                             | 日向仁（松本梨香） | 「熱血！熱血！男は熱血！」                                      | テレビアニメ『絶対無敵ライジンオー』関連曲                                      |
| 8月5日   | 絶対無敵ライジンオーIV 地球防衛組全員出動！ 3                                           | 島田愛子（松本梨香）、真野美紀（鈴木砂織） | 「恋のドッジボール作戦〜美少年独占条約パート2〜」               | テレビアニメ『絶対無敵ライジンオー』関連曲                                      |
| 9月16日  | 絶対無敵ライジンオーIV 地球防衛組全員出動！ 6                                           | 日向仁（松本梨香）、月城飛鳥（岩坪理江）、星山吼児（まるたまり） | 「FRIENDS」                                                     | OVA『絶対無敵ライジンオー』エンディングテーマ                                   |
| 12月28日 | 絶対無敵ライジンオーV ドラマスペシャル 絶対無敵な玉手箱（トウトウココマデヤッチマッタ） | 日向仁（松本梨香 ）、白鳥マリア（吉田古奈美） | 「夢の扉から」                                                  | ドラマCD『絶対無敵ライジンオーV』挿入歌                                         |
| 12月28日 | 絶対無敵ライジンオーV ドラマスペシャル 絶対無敵な玉手箱（トウトウココマデヤッチマッタ） | SILK、日向仁（松本梨香）、月城飛鳥（岩坪理江）、星山吼児（まるたまり） | 「ドリーム・シフト（バラード・ヴォーカル・バージョン）」        | ドラマCD『絶対無敵ライジンオーV』挿入歌                                         |
| 1993年   |                                                                                         | |                                                                 |                                                                                 |
| 2月3日   | 伝説の勇者ダ・ガーン オリジナル・サウンドトラック Vol.2 〜Good bye Da・Garn〜           | 高杉星史（松本梨香）、ダ・ガーン（速水奨） | 「伝説の勇者〜心はひとつ〜」                                    | テレビアニメ『伝説の勇者ダ・ガーン』挿入歌                                      |
| 2月3日   | 伝説の勇者ダ・ガーン オリジナル・サウンドトラック Vol.2 〜Good bye Da・Garn〜           | 高杉星史（松本梨香）、ダ・ガーン（速水奨）、香坂ひかる（紗ゆり）、桜小路蛍（白鳥由里）、ヤンチャー王子（高乃麗） | 「風の未来へ（合唱バージョン）」                                | テレビアニメ『伝説の勇者ダ・ガーン』エンディングテーマ                          |
| 2月24日  | 絶対無敵ライジンオーVI オリジナルサウンドトラック3                                      | 日向仁（松本梨香 ） | 「ライジンオー見参」                                            | テレビアニメ『絶対無敵ライジンオー』関連曲                                      |
| 2月24日  | 絶対無敵ライジンオーVI オリジナルサウンドトラック3                                      | 日向仁（松本梨香 ）、白鳥マリア（吉田古奈美） | 「ボク達の闘志」                                                | テレビアニメ『絶対無敵ライジンオー』関連曲                                      |
| 4月16日  | 僕たちからありがとう                                                                    | 日向仁（松本梨香）、月城飛鳥（岩坪理江）、星山吼児（まるたまり）、白鳥マリア（吉田古奈美）、小島勉（島田敏）、佐藤大介（塩屋浩三）、坂井ときえ（佐藤智恵）、泉ゆう（林原めぐみ）、高森ひろし（松井摩味）、春野きらら（南杏子）、池田れいこ（鈴木砂織）、栗木容子（岩坪理江）、近藤ひでのり（吉田古奈美）、小川よしあき（佐藤智恵）、石塚織絵（松井摩味）、今村あきら（南杏子）、島田愛子（松本梨香）、真野美紀（鈴木砂織） | 「僕たちからありがとう」                                        | テレビアニメ『絶対無敵ライジンオー』関連曲                                      |
| 1994年   |                                                                                         | |                                                                 |                                                                                 |
| 4月25日  | ダーティペアFLASH ユリ&ケイ天使の休息                                                   | ケイ（松本梨香） | 「ラヴィン&シャウト」 「悲しみをそっとみちづれに」              | ドラマCD『ユリ&ケイ天使の休息』挿入歌                                           |
| 4月25日  | ダーティペアFLASH ユリ&ケイ天使の休息                                                   | ケイ（松本梨香）&ユリ（國府田マリ子） | 「女同士のカウンター」 「第2章」                                | ドラマCD『ユリ&ケイ天使の休息』挿入歌                                           |
| 7月1日   | それいけ!アンパンマン リリカル☆マジカルまほうの学校 オリジナル・サウンドトラック        | リリカ（松本梨香） | 「ちいさな魔女」                                                | 映画『それいけ!アンパンマン リリカル☆マジカルまほうの学校』挿入歌               |
| 1995年   |                                                                                         | |                                                                 |                                                                                 |
| 1月1日   | 逮捕しちゃうぞ キャラクターソングス〜歌う警察官〜                                       | 葵双葉（松本梨香） | 「My Private Blue」                                             | テレビアニメ『逮捕しちゃうぞ』関連曲                                            |
| 4月29日  | 新・キューティーハニー スペシャル・ヴォーカル・コレクション                             | 早見直慶（松本梨香） | 「20世紀最高の恋」                                              | OVA『新・キューティーハニー』関連曲                                             |
| 1996年   |                                                                                         | |                                                                 |                                                                                 |
| 1月26日  | 逮捕しちゃうぞ 限定解除ソングコレクション                                               | 辻本夏実（玉川紗己子）、小早川美幸（平松晶子）、中嶋剣（島田敏）、二階堂頼子（小桜エツ子）、葵双葉（松本梨香）、課長（政宗一成） | 「やさしさにThank You」                                         | テレビアニメ『逮捕しちゃうぞ』関連曲                                            |
| 5月22日  | ママはぽよぽよザウルスがお好き イメージアルバム                                         | 保与田未来（松本梨香） | 「HARDママ」                                                    | テレビアニメ『ママはぽよぽよザウルスがお好き』関連曲                            |
| 5月22日  | ママはぽよぽよザウルスがお好き イメージアルバム                                         | 保与田未来（松本梨香）、源大（長島雄一） | 「ママはがんばる」                                              | テレビアニメ『ママはぽよぽよザウルスがお好き』関連曲                            |
| 1998年   |                                                                                         | |                                                                 |                                                                                 |
| 3月4日   | 逮捕しちゃうぞ 限定解除II 〜 まほちゃんの SUPER COLLECTION                              | 葵双葉（松本梨香） | 「ボーイハント」                                                | テレビアニメ『逮捕しちゃうぞ』関連曲                                            |
| 8月21日  | 星方武侠アウトロースター サウンド&シナリオトラック                                      | ジム（松本梨香） & ジーン（渋谷茂） | 「Tough & Rough」                                               | テレビアニメ『星方武侠アウトロースター』関連曲                                  |
| 9月23日  | フレンズ〜青春の輝き〜 ヴォーカルコレクション                                           | 緒方静香（松本梨香） | 「Yes, I'm Dreamer」                                            | ゲーム『同窓会 -Yesterday Once More-』関連曲                                    |
| 1999年   |                                                                                         | |                                                                 |                                                                                 |
| 8月21日  | ラプラスにのって                                                                        | サトシ（松本梨香）、ピカチュウ（大谷育江）、カスミ（飯塚雅弓）、トゲピー（こおろぎさとみ）、タケシ（上田祐司）、ロコン（愛河里花子）、ケンジ（関智一）、マリル（かないみか） | 「みんなであるこう！」                                          | テレビアニメ『ポケットモンスター』関連曲                                        |
| 11月26日 | 仙界伝封神演義 封神計画 「歌宴」                                                        | 雷震子（松本梨香） | 「BLACK BIRD」                                                  | テレビアニメ『仙界伝 封神演義』関連曲                                           |
| 2000年   |                                                                                         | |                                                                 |                                                                                 |
| 7月26日  | 仙界伝封神演義 封神計画「歌宴II」                                                       | 雷震子（松本梨香） | 「SOMEDAY」                                                     | テレビアニメ『仙界伝 封神演義』関連曲                                           |
| 7月26日  | 仙界伝封神演義 封神計画「歌宴II」                                                       | 太公望（結城比呂）、楊ゼン（千葉進歩）、黄天化（山岸功）、哪タク（宮田幸季）、雷震子（松本梨香） | 「陽のあたる場所」                                              | テレビアニメ『仙界伝 封神演義』エンディングテーマ                               |
| 2002年   |                                                                                         | |                                                                 |                                                                                 |
| 3月13日  | キャプテン翼 song of kickers shoot.1                                                    | 日向小次郎（松本梨香） | 「Burning Soul」                                                | テレビアニメ『キャプテン翼』関連曲                                              |
| 2006年   |                                                                                         | |                                                                 |                                                                                 |
| 6月28日  | スパート!/私、負けない!〜ハルカのテーマ〜                                               | サトシ（松本梨香） | 「スパート！」                                                  | テレビアニメ『ポケットモンスター アドバンスジェネレーション』オープニングテーマ |
| 2008年   |                                                                                         | |                                                                 |                                                                                 |
| 11月26日 | ハイタッチ!/あしたはきっと                                                              | サトシ（松本梨香）、ヒカリ（豊口めぐみ） | 「ハイタッチ！」                                                | テレビアニメ『ポケットモンスター ダイヤモンド&パール』オープニングテーマ        |
| 11月26日 | ハイタッチ!/あしたはきっと                                                              | サトシ（松本梨香） | 「ハイタッチ！（サトシとデュエットバージョン）」                | テレビアニメ『ポケットモンスター ダイヤモンド&パール』関連曲                    |
| 2009年   |                                                                                         | |                                                                 |                                                                                 |
| 7月15日  | ハイタッチ!2009/もえよ ギザみみピチュー!                                                | サトシ（松本梨香）、ヒカリ（豊口めぐみ） | 「ハイタッチ！2009」                                            | テレビアニメ『ポケットモンスター ダイヤモンド&パール』オープニングテーマ        |
| 2016年   |                                                                                         | |                                                                 |                                                                                 |
| 1月20日  | アニメ「ポケットモンスターXY&Z」キャラソンプロジェクト集vol.1                           | サトシ（松本梨香） | 「XY&Z」                                                        | テレビアニメ『ポケットモンスター XY&Z』オープニングテーマ                       |
| 2017年   |                                                                                         | |                                                                 |                                                                                 |
| 4月12日  | アローラ!!/ポーズ                                                                       | サトシ（松本梨香） with ピカチュウ（大谷育江） | 「アローラ!!」                                                  | テレビアニメ『ポケットモンスター サン&ムーン』オープニングテーマ                |
| 11月29日 | めざせポケモンマスター -20th Anniversary-                                               | サトシ（松本梨香） with ピカチュウ（大谷育江） | 「ゲッタバンバン -サトシwithピカチュウver.-」                   | テレビアニメ『ポケットモンスター XY』関連曲                                     |
| 2020年   |                                                                                         | |                                                                 |                                                                                 |
| 12月9日  | MIRACLE DIALIES                                                                         | ジャイアントペンギン（松本梨香） | 「High×High×High!!」                                            | ゲーム『けものフレンズ3』関連曲                                                 |
| 2022年   |                                                                                         | |                                                                 |                                                                                 |
| -        | -                                                                                       | フェスリダ（松本梨香）、マツリダ（松本梨香） | 「Dreaming Sound」                                              | テレビアニメ『ワッチャプリマジ!』挿入歌                                         |
| 10月26日 | ポケモンTVアニメ主題歌 BEST 2019-2022                                                   | サトシ（松本梨香）、ゴウ（山下大輝） | 「1・2・3」                                                     | テレビアニメ『ポケットモンスター』オープニングテーマ                            |
| 2023年   |                                                                                         | |                                                                 |                                                                                 |
| 2月1日   | ポケモンTVアニメ主題歌 BEST OF BEST OF BEST 1997-2023                                   | サトシ（松本梨香） | 「めざせポケモンマスター -with my friends-」                    | テレビアニメ『ポケットモンスター めざせポケモンマスター』オープニングテーマ     |
| 2024年   |                                                                                         | |                                                                 |                                                                                 |
| 4月3日   | 爆上戦隊ブンブンジャー 主題歌                                                           | ブンドリオ・ブンデラス（松本梨香） | 「コツコツ-PON-PON」                                            | 特撮テレビドラマ『爆上戦隊ブンブンジャー』エンディングテーマ                    |
| 月日     | 爆上戦隊ブンブンジャー EP vol.1                                                         | ブンドリオ・ブンデラス（松本梨香） | 「カレーは辛ぇが華麗なり」                                      | 特撮テレビドラマ『爆上戦隊ブンブンジャー』関連曲                                |

### 参加作品
| 発売日   | 商品名 | 歌 | 楽曲                                                         | 備考                                                                               |
| 1990年   | 1990年 | 1990年 | 1990年                                                       | 1990年                                                                             |
| -------- | --- | --- | ------------------------------------------------------------ | ---------------------------------------------------------------------------------- |
| 7月1日   | 地球戦隊ファイブマン・ヒット曲集                                                                            | 松本梨香 | 「スーパー・アーサー」                                       | CD『地球戦隊ファイブマン』イメージソング                                           |
| 1993年   | | |                                                              |                                                                                    |
| 8月25日  | オーディオRPG 超龍戦記ザウロスナイト                                                                        | 松本梨香 | 「DESTINY」                                                  | ドラマCD『オーディオRPG 超龍戦記ザウロスナイト』エンディングテーマ                 |
| 1994年   | | |                                                              |                                                                                    |
| 8月25日  | 幽幻怪社 音楽篇                                                                                             | 松本梨香 | 「THAT'S 幽幻怪社」                                          | OVA『幽幻怪社』オープニングテーマ                                                  |
| 8月25日  | 幽幻怪社 音楽篇                                                                                             | 松本梨香 | 「真昼の都会」                                               | OVA『幽幻怪社』エンディングテーマ                                                  |
| 8月25日  | 幽幻怪社 音楽篇                                                                                             | 松本梨香 | 「みれん念仏」                                               | OVA『幽幻怪社』関連曲                                                              |
| 8月25日  | 幽幻怪社 音楽篇                                                                                             | 松本梨香、山寺宏一 | 「しあわせの絶頂」                                           | OVA『幽幻怪社』関連曲                                                              |
| 12月16日 | 爆炎CAMPUSガードレス 爆炎音楽大行進                                                                         | 松本梨香 | 「恋するDiary」                                              | OVA『爆炎CAMPUSガードレス』挿入歌                                                  |
| 12月16日 | 爆炎CAMPUSガードレス 爆炎音楽大行進                                                                         | 松本梨香、石田彰 | 「No No Blood」 「いえない気持ち」                           | OVA『爆炎CAMPUSガードレス』関連曲                                                  |
| 1995年   | | |                                                              |                                                                                    |
| 3月29日  | プリンセス・ミネルバ オリジナルドラマ&サントラ                                                              | 井上喜久子、松本梨香、夏樹リオ、佐久間レイ、田中敦子 | 「われら、ミネルバ親衛隊」                                   | OVA『プリンセス・ミネルバ』関連曲                                                  |
| 4月26日  | スリルに恋して                                                                                              | 松本梨香 | 「スリルに恋して」                                           | OVA『ダーティペア FLASH2』オープニングテーマ                                       |
| 4月26日  | スリルに恋して                                                                                              | 松本梨香 | 「キャリー・オン」                                           | OVA『ダーティペアFLASH2』関連曲                                                    |
| 7月7日   | ダーティペアFLASH2 オリジナル・サウンドトラック                                                             | 松本梨香 | 「Flowers in your heart」                                    | OVA『ダーティペアFLASH2』関連曲                                                    |
| 7月26日  | MAGICAL GIRL PRETTY SAMY SOUND CLIP & PON PON - DRAMA                                                       | 松本梨香 | 「愛の負け戦（いくさ）」                                     | ドラマCD『魔法少女プリティサミー』挿入歌                                           |
| 12月21日 | 心で見つめてる                                                                                              | 松本梨香 | 「心で見つめてる」                                           | OVA『ダーティペアFLASH3』エンディングテーマ                                        |
| 12月21日 | 心で見つめてる                                                                                              | 松本梨香 | 「デイ・バイ・デイ」                                         | OVA『ダーティペアFLASH3』関連曲                                                    |
| 1996年   | | |                                                              |                                                                                    |
| 2月21日  | ダーティペアFLASH3 オリジナルサウンドトラック 「ユリ&ケイ天使降臨」                                         | 松本梨香 | 「つめたいキス」                                             | OVA『ダーティペアFLASH3』関連曲                                                    |
| 3月1日   | スーチーパイ外伝「C（コンバット）ガール レモンパイ」                                                        | 松本梨香 | 「無敵！女神はショート！来る者拒まず（ショートバージョン）」 | ドラマCD『C（コンバット）ガール レモンパイ』関連曲                                 |
| 6月1日   | ダーティペアFLASH ステレオ・ドラマ VOL.3                                                                    | 松本梨香 | 「Nostalgia」                                                | ドラマCD『ダーティペアFLASH』関連曲                                                |
| 6月1日   | 魔法少女ファンシーCoCo P（プレミアム）ACT.1「魔法の王女は大変だ！」                                         | 松本梨香 | 「Party a go go」                                            | ドラマCD『魔法少女ファンシーCoCo P（プレミアム）』関連曲                           |
| 1998年   | | |                                                              |                                                                                    |
| 11月11日 | 白い明日だ!ロケット団                                                                                       | 松本梨香、高尾直樹 | 「ポケモンマスターへの道」                                   | テレビアニメ『ポケットモンスター』関連曲                                           |
| 1999年   | | |                                                              |                                                                                    |
| 2月12日  | サウンドピクチャーボックス ミュウツーの誕生                                                                 | 松本梨香 | 「めざせポケモンマスター'98」                                | 『劇場版ポケットモンスター ミュウツーの逆襲』オープニングテーマ                    |
| 9月15日  | 劇場版ポケットモンスター 幻のポケモン ルギア爆誕 オリジナルミュージックコレクション                         | 松本梨香 | 「みんながいたから」                                         | 『劇場版ポケットモンスター 幻のポケモン ルギア爆誕』イメージソング                 |
| 2000年   | | |                                                              |                                                                                    |
| 7月8日   | 劇場版ポケットモンスター 結晶塔の帝王 ENTEI・ピチューとピカチュウ ミュージックコレクション                  | 松本梨香 | 「OK!2000」                                                  | 『劇場版ポケットモンスター 結晶塔の帝王 ENTEI』オープニングテーマ                  |
| 2001年   | | |                                                              |                                                                                    |
| 7月8日   | 劇場版ポケットモンスター セレビィ 時を超えた遭遇 ミュージックコレクション                                   | 松本梨香 | 「めざせポケモンマスター2001」                               | 『劇場版ポケットモンスター セレビィ 時を超えた遭遇』オープニングテーマ             |
| 2002年   | | |                                                              |                                                                                    |
| 7月8日   | 劇場版ポケットモンスター 水の都の護神 ラティアスとラティオス・ピカピカ星空キャンプ ミュージックコレクション | coba & 松本梨香 | 「めざせポケモンマスター2002」                               | 『劇場版ポケットモンスター 水の都の護神 ラティアスとラティオス』オープニングテーマ |
| 2007年   | | |                                                              |                                                                                    |
| 7月4日   | 超絶合体SRDテーマ集                                                                                         | 松本梨香 | 「Enthusiasm -情熱-」                                        | パチンコ『CR超絶合体SRD』メインテーマソング                                        |
| 2012年   | | |                                                              |                                                                                    |
| 3月1日   | WIN THE BATTLE                                                                                              | 松本梨香×松原剛志×川添智久 | 「WIN THE BATTLE」                                           | PSP『グレイトバトル フルブラスト』オープニングテーマ                               |
| 4月25日  | 情熱 〜We are Brothers〜                                                                                    | Hero Music All Stars | 「情熱 〜We are Brothers〜」                                 | 映画『仮面ライダー×スーパー戦隊 スーパーヒーロー大戦』主題歌                       |
| 12月12日 | アニメソングカバーセレクション 〜BATTLE&YELL!!                                                              | 松本梨香 | 「愛をとりもどせ ! !」                                       |                                                                                    |
| 2013年   | | |                                                              |                                                                                    |
| 4月17日  | Twinkle Voice 〜声の贈り物〜                                                                                | 松本梨香 | 「ねぇ」                                                     |                                                                                    |
| 4月17日  | Twinkle Voice 〜声の贈り物〜                                                                                | Twinkle Voice All Stars | 「空も飛べるはず」                                           |                                                                                    |
| 2014年   | | |                                                              |                                                                                    |
| 7月23日  | ポケモンで踊ろう with J☆Dee'Z                                                                               | 松本梨香 with J☆Dee'Z | 「V（ボルト）」                                              | テレビアニメ『ポケットモンスター XY』関連曲                                        |
| 8月27日  | 瞳でEle-phant!                                                                                              | 愛河里花子、新居昭乃、飯塚雅弓、金月真美、小林由美子、コミネリサ、サエキトモ、坂本真綾、新谷良子、千菅春香、千葉紗子、POARO（伊福部崇、鷲崎健）、松本梨香、三重野瞳、水野愛日、山本麻里安 | 「瞳 Fall in Love 〜20周年記念バージョン」                   |                                                                                    |
| 2015年   | | |                                                              |                                                                                    |
| 8月31日  | ぱぴぷぺパンパカパンツ きんちゃくとCDだよ                                                                   | 松本梨香 | 「ぱぴぷぺパンパカパンツ」                                   | テレビアニメ『パンパカパンツ おNEW!』主題歌                                        |
| 2019年   | | |                                                              |                                                                                    |
| 5月1日   | 平成仮面ライダー20作記念ベスト                                                                              | 松本梨香 | 「Go! Now! 〜Alive A live neo〜」                            | Web配信ドラマ『仮面ライダージオウ スピンオフ PART2 RIDER TIME 龍騎』主題歌         |